# Hersenen

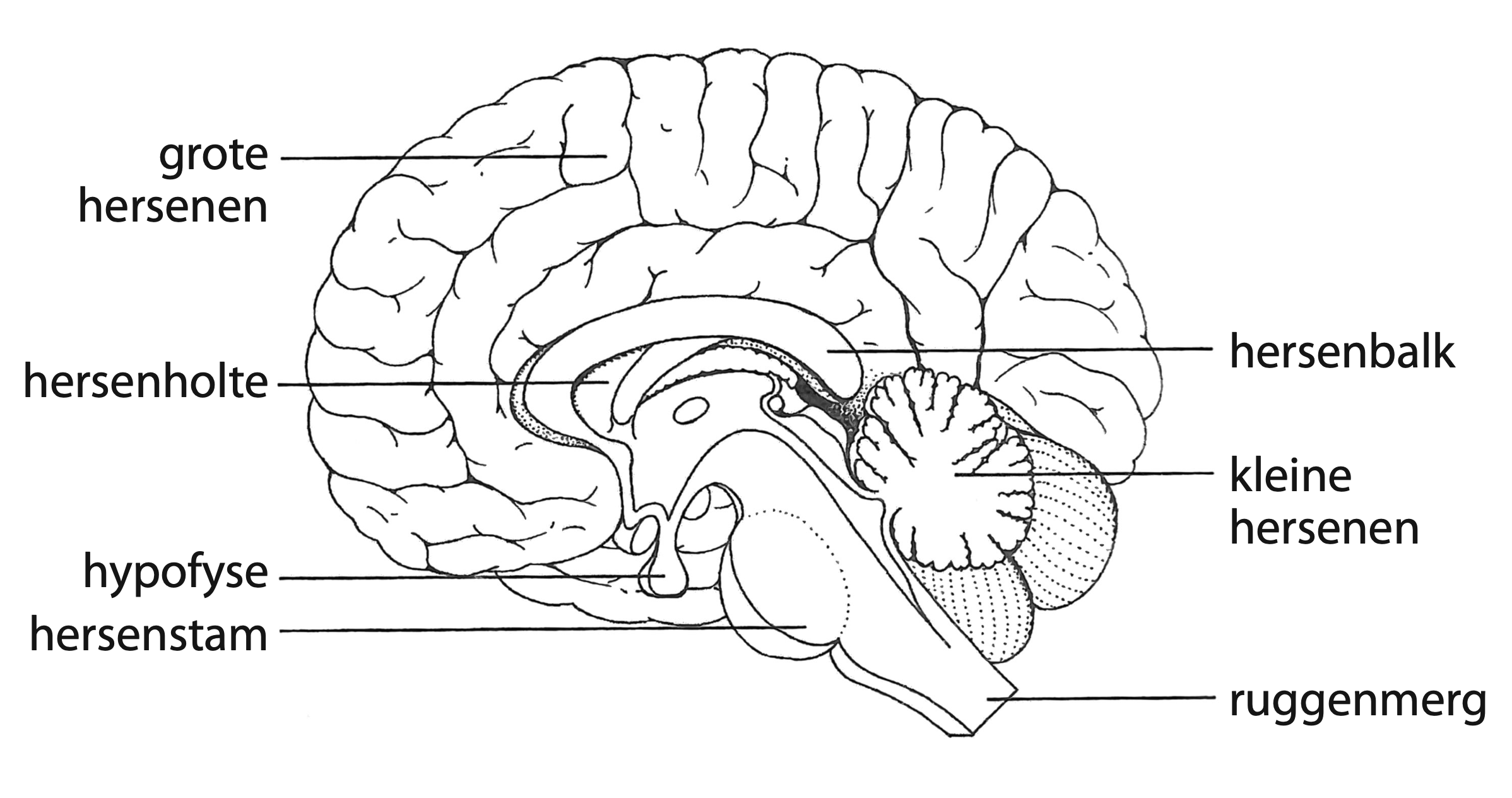
Overlangse doorsnede van de menselijke hersenen, met enkele belangrijke anatomische delen aangegeven

De hersenen, ook wel het brein genoemd, vormen het deel van het centrale zenuwstelsel dat zich in het hoofd of hetzelfde in de kop bevindt, Grieks: ἐγκέφαλος, egképhalos, inhoofdig. De hersenen vormen het waarnemende, aansturende, controlerende en informatieverwerkende orgaan in dieren. Er zijn drie groepen dieren met hersenen: de gewervelden, de geleedpotigen (zoals insecten, spinnen, kreeften), en de inktvissen. De andere ongewervelden hebben geen hersenen maar verzamelingen van individuele zenuwknopen.
De hersenen zijn een complex orgaan. De hersenen van de mens bestaan uit gemiddeld 86 miljard zenuwcellen of neuronen, waarvan ieder met een groot aantal andere neuronen in verbinding staat, soms vele duizenden. De hersenen besturen en coördineren de signalen van de zintuigen, beweging, gedrag en homeostatische lichaamsfuncties zoals ademhaling, bloeddruk en lichaamstemperatuur. De hersenen zijn de bron van beweging, geheugen en, bij hogere soorten, cognitie, bewustzijn en emotie.

## Anatomie
In de anatomie van de hersenen bij gewervelden is er een verschil tussen de grijze en de witte stof. Grijze stof bestaat uit de cellichamen en dendrieten van de neuronen, witte stof bestaat uit myeline, de isolerende laag om de axonen die de neuronen over lange afstand verbinden. De buitenste lagen van de grote hersenen noemt men de hersenschors. Deze bestaat voornamelijk uit grijze stof. Behalve in lagen komen cellichamen ook in kernen voor. Ze zijn over het gehele centrale zenuwstelsel verspreid. De axonen in de witte stof van de hersenen en het centrale zenuwstelsel zijn omgeven door een vettige, beschermende en isolerende laag gevormd door oligodendrocyten. Myeline door cellen van Schwann is verantwoordelijk voor de kleur van de witte stof in het perifere zenuwstelsel. Dwarsdoorsneden van de hersenen geven inzicht in de structuur van de grijze en witte stof binnen een plat vlak.
Bij lagere gewervelden, zoals vissen, reptielen en amfibieën bestaat de cortex cerebri uit minder dan zes lagen. Deze structuur wordt ook wel allocortex genoemd. Bij zoogdieren bestaat een deel van de cortex cerebri uit zes lagen. Dit deel wordt de neocortex genoemd en ligt boven op de oudere allocortex. Bij hogere zoogdieren zoals primaten vormt de neocortex een groter deel van de hersenen dan bij lagere zoogdieren.

Onderdelen van de hersenen van een embryo. Deze delen ontwikkelen zich later tot volwassen structuren.

De hersenen zijn in te delen in verschillende gebieden:
- rhombencephalon of ruithersenen, bestaande uit:
  - myelencephalon of merghersenen
  - metencephalon of achterhersenen
- mesencephalon of middenhersenen
- prosencephalon of voorhersenen, bij mensen onder te verdelen in:
  - diëncephalon of tussenhersenen
  - grote hersenen, cerebrum of telencephalon

Een eenvoudiger en gangbaardere indeling is:
- grote hersenen of cerebrum
- kleine hersenen of cerebellum
- hersenstam of truncus encephali

## Neurobiologie
Ondanks de variatie in diersoorten die hersenen hebben zijn er op cellulair, structureel en functioneel niveau veel overeenkomsten. Op cellulair niveau: de hersenen bestaan uit twee soorten cellen: zenuwcellen of neuronen en gliacellen. Zenuwcel en neuron zijn synoniem. Beide soorten cellen komen voor als verschillende celtypen met verschillende functies. Er zijn veel zenuwcellen in de hersenen, die door axonen of zenuwvezels onderling zijn verbonden. Neuronen zijn normaal met minimaal 1000 andere neuronen verbonden. De hersenen zijn op basis van de functie die zij vervullen in de hersenen ingedeeld, bijvoorbeeld voor de waarneming, de motoriek en hogere cognitieve functies. De hersenschors is daartoe ingedeeld in de gebieden van Brodmann.

### Histologie
De cellen die actiepotentialen genereren en informatie doorsturen naar andere cellen zijn de neuronen. In ieder hersengebied bevinden zich neuronen die signalen ontvangen, de afferente neuronen, die een signalen afgeven, efferente neuronen, en interneuronen. Afferente neuronen ontvangen projecties van andere hersengebieden. Efferente neuronen projecteren naar andere gebieden. Interneuronen hebben geen connecties buiten het hersengebied waarin ze liggen, maar zorgen voor lokale verwerking.

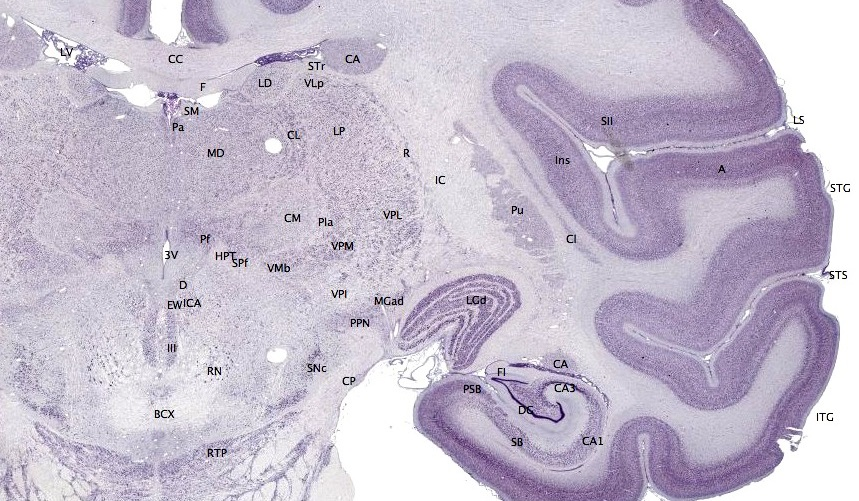
Histologische coupe van de hippocampus

Behalve neuronen bevatten de hersenen gliacellen, ongeveer 10 tot 50 per neuron. Gliacellen, Grieks: glia, lijm, hebben een ondersteunende rol in de hersenen, waaronder het produceren van het isolerende myeline, het verschaffen van structuur aan het neuronale netwerk en het verwerken van afval. De meeste soorten gliacellen die zich in het centrale zenuwstelsel bevinden bevinden zich in het perifere zenuwstelsel. Een uitzondering zijn de oligodendrocyten die in het centrale zenuwstelsel axonen isoleren. De schwanncellen zorgen hier in het perifere zenuwstelsel voor.
De hersenen worden bij zoogdieren door bindweefselvliezen omgeven, de hersenvliezen. Dit is een stelsel van membranen dat de hersenen van de schedel scheidt. De vliezen zijn van buiten naar binnen opgebouwd uit het harde hersenvlies, het spinnenwebvlies en het zachte hersenvlies. Het spinnenwebvlies is verbonden met het harde hersenvlies en deze tezamen worden soms als een laag gezien. Onder het spinnenwebvlies bevindt zich een ruimte waarin zich het hersenvocht, ook liquor cerebrospinalis of verkort liquor, bevindt. De hersenen drijven als het ware in het hersenvocht. Het hersenvocht circuleert tussen de lagen van de hersenvliezen en door ventrikels, holtes in de hersenen. Het is belangrijk voor de stofwisseling en functioneert als schokdemper. Bloedvaten komen het zenuwstelsel binnen via de ruimte boven het zachte hersenvlies. De bloed-hersenbarrière, een functionele scheiding tussen bloedvaten en hersenweefsel, beschermt de hersenen deels tegen toxines die mogelijk met het bloed mee binnenkomen.
De menselijke hersenen wegen ongeveer 1 tot 1,5 kilo. De massa en dichtheid van de hersenen zijn zo hoog dat de hersenen onder hun eigen gewicht in elkaar zakken als ze niet worden gesteund. Doordat ze in het hersenvocht drijven, raken ze niet onder invloed van de zwaartekracht beschadigd. Doordat de schedel hard en op enkele kleine openingen na gesloten is, zouden de hersenen niet kunnen opzwellen of uitzetten als er geen hersenvocht was. De druk zou bij zwellingen en kneuzingen snel oplopen tot waarden waarbij geen doorbloeding meer mogelijk is, met de dood als onmiddellijk gevolg. De verdringbare hersenvloeistof ondervangt ook dit effect voor een groot deel.

## Functies
Hersenen van gewervelden ontvangen via de zenuwen signalen van de 'sensoren', van receptoren uit het lichaam. Deze signalen worden door het centrale zenuwstelsel geïnterpreteerd waarna op basis van aangeleerde kennis en reflexen nieuwe signalen worden afgegeven. Het sturen van de spieren in het hele lichaam gaat op dezelfde manier.
Signalen van de zintuigen worden door de hersenen voor de herkenning van gevaar, het vinden van voedsel, het identificeren van mogelijke partners en verscheidene andere functies verwerkt. De signalen van het zien, het gehoor en de tastzin gaan eerst naar specifieke kernen van de thalamus en vervolgens naar gebieden van de hersenschors, die het overeenkomstige zintuig hoort. De signalen van de reukzin, fylogenetisch het oudste systeem, gaan eerst naar de bulbus olfactorius en daarna naar andere delen van het olfactorisch systeem. Smaak wordt via de hersenstam naar verschillende delen van de hersenen geleid.
Om bewegingen te coördineren hebben de hersenen een aantal parallelle systemen die spieren besturen. Het motorisch systeem bestuurt de bewegingen van spieren, geholpen door de motorische schors, de kleine hersenen en de basale ganglia. De signalen gaan via het ruggenmerg naar de zogenaamde spiereffectors. Kernen in de hersenstam besturen veel onwillekeurige spierfuncties zoals de ademhaling. Veel automatische handelingen zoals reflexen worden door het ruggenmerg gestuurd.
De hersenen produceren ook een deel van de hormonen die organen en klieren beïnvloeden. Aan de andere kant reageren de hersenen ook op hormonen die elders in het lichaam geproduceerd zijn. Bij zoogdieren worden de hormonen afgegeven aan de bloedsomloop. De besturing van veel hormonen verloopt via de hypofyse.

## Ontwikkeling
De ontwikkeling van de lichaamsassen, die de basis legt voor de vorming van het zenuwstelsel, begint in de embryo's van gewervelde dieren met de gastrulatie: de vorming van drie kiembladen. Dat zijn het ectoderm, mesoderm en endoderm. Daarbij vormt zich de chorda dorsalis, een cilinder van mesodermale cellen langs de middellijn van het embryo die vanaf dan de benaderende symmetrieas links-rechts definieert. Uit het deel van de ectodermis dat vlak boven de chorda dorsalis ligt, de neuroectodermis, vormt zich het hele zenuwstelsel. Dit deel verdikt tot een afzonderlijk zuilvormig epitheel, de neurale plaat, waarvan de wanden naar binnen toevouwen en de neurale buis vormen. Dit proces heet neurulatie.
Vanuit de neurale buis vormen zich voorloper-zenuwcellen die tot gedifferentieerde zenuwcellen uitgroeien en onder invloed van chemische signalen migreren. De neurale buis neemt ruwweg de vorm van een in drieën gebroken lijnstuk aan en er ontstaan vier functionele onderdelen: het prosencephalon of voorhersenen, het mesencephalon of middenhersenen, het rhombencephalon of ruithersenen) en het ruggenmerg. Later volgen nog minstens twee rondes van opdeling, waaruit in het volwassen dier nieuwe hersenregio's ontstaan. Die functionele opdelingen worden ondersteund door een proces van segmentatie dat bij alle dierlijke embryo's de basis vormt van regionale specialisatie.
In ieder onderdeel van het zenuwstelsel ontstaat differentiatie tussen de permanente hersencellen: de neuronen en de ganglia. Eens een neuron naar zijn correcte plaats is gemigreerd, groeien er door het omliggende gebied heen dendrieten en axonen uit. Axonen beschikken in dat stadium over een speciale groeiconus, waardoor ze over een relatief grote afstand kunnen groeien. In het jonge brein is er een overmaat aan onderlinge verbindingen tussen de hersencellen. Een deel van de ontwikkeling van het jonge dier bestaat uit het verbreken van zenuwverbindingen zodat de ontvangen signalen in de hersenen goed worden verwerkt en doorgezonden, de verschillende functies van de hersenen dus op de goede manier worden uitgevoerd.
De laatste fasen van de hersenontwikkeling zijn dendritische arborisatie en myelinatie. De zenuwcellen blijven groeien en creëren nieuwe dendrieten. Sommige cellen maken een myelineschede om hun axon heen.